# Coppa del Mondo di combinata nordica 1998
La Coppa del Mondo di combinata nordica 1998, quindicesima edizione della manifestazione organizzata dalla Federazione Internazionale Sci, ebbe inizio il 28 novembre 1997 a Rovaniemi, in Finlandia, e si concluse il 14 marzo 1998 a Oslo, in Norvegia.
Furono disputate 14 gare in 10 diverse località, 9 individuali Gundersen, 5 sprint; 11 gare si svolsero su trampolino normale, 3 su trampolino lungo. Nel corso della stagione si tennero a Nagano i XVIII Giochi olimpici invernali, non validi ai fini della Coppa, il cui calendario contemplò dunque un'interruzione nel mese di febbraio.
Il norvegese Bjarte Engen Vik si aggiudicò la coppa di cristallo, il trofeo assegnato al vincitore della classifica generale. Non vennero stilate classifiche di specialità; Samppa Lajunen era il detentore uscente del trofeo.

## Risultati
| Data             | Località            | Nazione     | Trampolino                 | Spec.        | Primo            | Secondo           | Terzo               |
| ---------------- | ------------------- | ----------- | -------------------------- | ------------ | ---------------- | ----------------- | ------------------- |
| 28 novembre 1997 | Rovaniemi           | Finlandia   | Ounasvaara K90             | SP NH/7,5 km | Samppa Lajunen   | Hannu Manninen    | Mario Stecher       |
| 29 novembre 1997 | Rovaniemi           | Finlandia   | Ounasvaara K90             | IN NH/15 km  | Bjarte Engen Vik | Mario Stecher     | Hannu Manninen      |
| 11 dicembre 1997 | Steamboat Springs   | Stati Uniti | Howelsen K88               | SP NH/7,5 km | Hannu Manninen   | Bjarte Engen Vik  | Mario Stecher       |
| 13 dicembre 1997 | Steamboat Springs   | Stati Uniti | Howelsen K88               | IN NH/15 km  | Mario Stecher    | Bjarte Engen Vik  | Todd Lodwick        |
| 29 dicembre 1997 | Oberwiesenthal      | Germania    | Fichtelberg K90            | SP NH/7,5 km | Hannu Manninen   | Bjarte Engen Vik  | Urs Kunz            |
| 3 gennaio 1998   | Schonach            | Germania    | Langenwaldschanze K90      | IN NH/15 km  | Todd Lodwick     | Sylvain Guillaume | Milan Kučera        |
| 9 gennaio 1998   | Ramsau am Dachstein | Austria     | W90-Mattensprunganlage K90 | IN NH/15 km  | Bjarte Engen Vik | Mario Stecher     | Felix Gottwald      |
| 13 gennaio 1998  | Ramsau am Dachstein | Austria     | W90-Mattensprunganlage K90 | SP NH/7,5 km | Kenneth Braaten  | Marco Zarucchi    | Urs Kunz            |
| 18 gennaio 1998  | Chaux-Neuve         | Francia     | La Côté Feuillée K90       | IN NH/15 km  | Milan Kučera     | Felix Gottwald    | Ludovic Roux        |
| 28 febbraio 1998 | Sapporo             | Giappone    | Miyanomori K90             | IN NH/15 km  | Bjarte Engen Vik | Mario Stecher     | Fred Børre Lundberg |
| 7 marzo 1998     | Lahti               | Finlandia   | Salpausselkä K114          | IN LH/15 km  | Bjarte Engen Vik | Mario Stecher     | Fred Børre Lundberg |
| 10 marzo 1998    | Falun               | Svezia      | Lugnet K90                 | SP NH/7,5 km | Mario Stecher    | Bjarte Engen Vik  | Fred Børre Lundberg |
| 13 marzo 1998    | Oslo                | Norvegia    | Holmenkollen K112          | SP LH/7,5 km | Todd Lodwick     | Sylvain Guillaume | Mario Stecher       |
| 14 marzo 1998    | Oslo                | Norvegia    | Holmenkollen K112          | IN LH/15 km  | Bjarte Engen Vik | Mario Stecher     | Kristian Hammer     |

Legenda:

IN = individuale Gundersen

SP = sprint

NH = trampolino normale

LH = trampolino lungo

## Classifiche

### Generale
| Pos. | Nome                | Nazione     | Punti |
| ---- | ------------------- | ----------- | ----- |
| 1    | Bjarte Engen Vik    | Norvegia    | 1468  |
| 2    | Mario Stecher       | Austria     | 1440  |
| 3    | Felix Gottwald      | Austria     | 854   |
| 4    | Todd Lodwick        | Stati Uniti | 848   |
| 5    | Hannu Manninen      | Finlandia   | 763   |
| 6    | Sylvain Guillaume   | Francia     | 686   |
| 7    | Fred Børre Lundberg | Norvegia    | 678   |
| 8    | Samppa Lajunen      | Finlandia   | 665   |
| 9    | Christoph Eugen     | Austria     | 638   |
| 10   | Ludovic Roux        | Francia     | 586   |

### Nazioni
| Pos. | Nazione   | Punti |
| ---- | --------- | ----- |
| 1    | Norvegia  | 3669  |
| 2    | Austria   | 3333  |
| 3    | Finlandia | 2428  |
| 4    | Germania  | 1851  |
| 5    | Francia   | 1693  |